# Dunitová skalka
Dunitová skalka este o arie protejată (arie specială de conservare — SAC, sit de importanță comunitară — SCI) din Slovacia întinsă pe o suprafață de 1,48 ha, integral pe uscat.

## Localizare
Centrul sitului Dunitová skalka este situat la coordonatele 48°55′23″N 21°07′30″E / 48.923056°N 21.125°E.

## Înființare
Situl Dunitová skalka a fost declarat sit de importanță comunitară în aprilie 2004 pentru a proteja 1 specie de plante. Situl a fost protejat și ca arie specială de conservare în martie 2004.

## Biodiversitate
Situată în ecoregiunea alpină, aria protejată conține 2 habitate naturale: Pajiști stepice subpanonice, Pante stâncoase silicioase cu vegetație casmofită.
La baza desemnării sitului se află o specie protejată de  plante: Asplenium adulterinum.
Pe lângă speciile protejate, pe teritoriul sitului au mai fost identificate 1 specie de plante.